# Lage Pernveden
Hans Lage Pernveden, född den 17 april 1926 i Västra Ryds församling, Östergötlands län, död den 10 februari 1995 i Huskvarna, var en svensk präst.
Pernveden avlade teologisk-filosofisk examen vid Uppsala universitet 1946 och teologie kandidatexamen där 1950. Han var tillförordnad komminister i Askeryd 1951–1957 och i Bellö 1957–1959. Pernveden  avlade teologie licentiatexamen vid Lunds universitet 1963 och promoverades till teologie doktor där 1967. Han var kyrkoherde i Skärstad 1967–1980, kontraktsprost i Vista 1971–1980, domprost i Härnösand 1980–1984 och domprost i Växjö 1984–1991. Pernveden var ledamot av Växjö stiftsting 1971–1980, av kyrkomötet 1975, preses vid prästmötet i Växjö 1978, vice styrelseordörande i Vårsta diakonigård 1980–1984, ledamot av samtalsdelegationen mellan Svenska kyrkan och Metodistkyrkan i Sverige 1982–1985, ordförande i Växjö stifts utbildningsnämnd 1984–1989 och orator vid prästmötet i Härnösand 1988. Han publicerade The Concept of the Church in the Shepherd of Hermas (doktorsavhandling, 1967), Församlingen – strukturer och funktioner (prästmötesavhandling, 1978) samt andaktsböckerna Mycket nära (1983) och Likt regnet och snön (1984). Pernveden vilar på Skärstads kyrkogård.